# Diócesis de Masbate
La diócesis de Masbate (en latín: Dioecesis Masbatensis, en inglés: Roman Catholic Diocese of Masbate y en tagalo: Diyosesis ng Masbate) es una circunscripción eclesiástica de la Iglesia católica en Filipinas. Se trata de una diócesis latina, sufragánea de la arquidiócesis de Cáceres, que tiene al obispo José Salmorin Bantolo como su ordinario desde el 15 de junio de 2011.

## Territorio y organización
La diócesis tiene 7000 km² y extiende su jurisdicción sobre los fieles católicos de rito latino residentes en la provincia de Masbate en la región de Bicolandia. 
La sede de la diócesis se encuentra en la ciudad de Masbate, en donde se halla la Catedral de San Antonio de Padua.
En 2019 en la diócesis existían 35 parroquias.

## Historia
La diócesis fue erigida el 23 de marzo de 1968 con la bula Sorsogonensis dioecesis curatio del papa Pablo VI, obteniendo el territorio de la diócesis de Sorsogón.

## Estadísticas
Según el Anuario Pontificio 2020 la diócesis tenía a fines de 2019 un total de 883 180 fieles bautizados.
| Año                                                                             | Población            | Población | Población      | Sacerdotes | Sacerdotes    | Sacerdotes    | Bautizados por sacerdote | Diáconos permanentes | Religiosos | Religiosos | Parroquias |
| Año                                                                             | Bautizados católicos | Total     | % de católicos | Total      | Clero secular | Clero regular | Bautizados por sacerdote | Diáconos permanentes | Varones    | Mujeres    | Parroquias |
| ------------------------------------------------------------------------------- | -------------------- | --------- | -------------- | ---------- | ------------- | ------------- | ------------------------ | -------------------- | ---------- | ---------- | ---------- |
| 1969                                                                            | 312 129              | 425 775   | 73.3           | 22         | 22            |               | 14 187                   |                      |            | 8          | 20         |
| 1980                                                                            | 503 755              | 571 545   | 88.1           | 24         | 24            |               | 20 989                   |                      |            | 8          | 21         |
| 1990                                                                            | 624 000              | 733 000   | 85.1           | 30         | 30            |               | 20 800                   |                      |            | 21         | 21         |
| 1999                                                                            | 603 555              | 653 852   | 92.3           | 56         | 56            |               | 10 777                   |                      |            | 26         | 22         |
| 2000                                                                            | 603 555              | 653 852   | 92.3           | 57         | 55            | 2             | 10 588                   |                      | 2          | 30         | 23         |
| 2001                                                                            | 631 973              | 685 201   | 92.2           | 59         | 57            | 2             | 10 711                   |                      | 2          | 30         | 24         |
| 2002                                                                            | 631 973              | 685 201   | 92.2           | 54         | 52            | 2             | 11 703                   |                      | 2          | 27         | 25         |
| 2003                                                                            | 631 973              | 685 201   | 92.2           | 52         | 50            | 2             | 12 153                   |                      | 2          | 28         | 25         |
| 2004                                                                            | 631 973              | 685 201   | 92.2           | 53         | 51            | 2             | 11 924                   |                      | 2          | 34         | 28         |
| 2013                                                                            | 743 000              | 821 000   | 90.5           | 53         | 51            | 2             | 14 018                   |                      | 2          | 27         | 28         |
| 2016                                                                            | 846 973              | 903 926   | 93.7           | 67         | 67            |               | 12 641                   |                      |            | 37         | 31         |
| 2019                                                                            | 883 180              | 945 315   | 93.4           | 67         | 67            |               | 13 181                   |                      |            | 31         | 35         |
| Fuente: Catholic-Hierarchy, que a su vez toma los datos del Anuario Pontificio. |                      |           |                |            |               |               |                          |                      |            |            |            |

## Episcopologio
- Porfirio Rivera Iligan † (17 de junio de 1968-14 de febrero de 1998 retirado)
- Joel Zamudio Baylon (14 de febrero de 1998-1 de octubre de 2009 nombrado obispo de Legazpi)
- José Salmorin Bantolo, desde el 15 de junio de 2011